# جولی همسلی
جولی همسلی (انگلیسی: Julie Hemsley؛ زادهٔ) بازیکن سابق فوتبال اهل انگلستان است که برای برایتون اند هوو آلبیون بازی کرد. در نوامبر ۲۰۲۲، همسلی توسط اتحادیه فوتبال به عنوان یکی از بازیکنان میراث‌دار تیم ملی انگلیس و به عنوان پنجاه و هشتمین بازیکن زن که توسط انگلیس به میدان رفت، شناخته شد.
وی همچنین در تیم ملی فوتبال زنان انگلستان بازی کرده است.